# VIS (organisation criminelle)
 (avril 2016).
Vassil Iliev Security parfois appelé Vyarnost Investitsii Sigurnost (Loyauté Investissement Sécurité) ou VIS est une ancienne entreprise bulgare opérant dans le domaine de la sécurité et des assurances. Cette société est soupçonnée d'avoir servi de couverture à des activités mafieuses et criminelles telles que l’extorsion de fond, le vol et le recel, le trafic de drogue et la traite d’êtres humains. Elle est déclarée illégale en 1994.

## Historique
Les frères Vassil Iliev et Georgi Iliev créent VIS peu après la fin de l’ère communisme en Bulgarie au début des années 1990 grâce à de l'argent obtenue lors de divers larcins effectués en Serbie.
L'entreprise est déclarée illégale par les autorités bulgares dès 1994, mais continue d’opérer librement sous le nom de VIS-2.
VIS, tout comme sa rivale SIC est constituée principalement d'ex-sportifs professionnels (notamment lutteurs comme Vassil), de policiers et d'autres membres éminents des services de sécurité bulgares.
Principalement axée sur l’extorsion et le raquette VIS se forge un capital conséquent qui pèse dans le PIB bulgare et qui lui permet d’étendre un réseau d'influence important au sein du gouvernement.
Vassil Iliev est assassiné le 25 avril 1995. Son frère Georgi reprend la direction de l'entreprise VIS-2 mais est lui aussi éliminé par un tueur jamais identifié 10 ans plus tard le 26 aout 2005.